# Iulia Motoc
Iulia Antoanella Motoc (n. 20 august 1967, Timișoara, România) este judecător al Curții Penale Internaționale, expert în drept internațional și profesor universitar în cadrul Universității București. 

## Biografie
A fost membru al Comitetului pentru Drepturile Omului. Înainte de a-și începe mandatul la CPI, a fost judecător la Curtea Europeană a Drepturilor Omului și judecător la Curtea Constituțională a României. Iulia Motoc a fost raportor special al ONU pentru Republica Democrată Congo și a prezidat o serie de organisme internaționale de experți, fiind vicepreședinte al Comitetului ONU pentru Drepturile Omului.  În august 2021, ea a fost aleasă ca membru al Institutului de Drept Internațional.
În octombrie 2013 a fost aleasă la Curtea Europeană a Drepturilor Omului. Pe data de 18 decembrie 2013 a depus jurământul și a fost oficial desemnată judecător. Este director al EIUC. La data de 28 martie 2023, a fost propusă pentru funcția de judecător la Curtea Penală Internațională de către Guvernul României.

## Studii
- Doctor în filosofie, Universitatea din București, Facultatea de Filosofie,1999[12]
- Habilitation în Drept, Universitatea Paris XI, "Jean Monnet",
- Doctor în Drept Internațional public, Universitatea "Paul Cezanne" Aix-Marseille, Facultatea de Drept (tres bien avec les felicitations du jury), 1996
- Studii de Literatură franceză modernă, Universite Aix-Marseille I
- Master (DEA) în Drept Internațional Public, Facultatea de Drept, Universitatea "Paul Cezanne", Aix-Marseille,1991
- Licenta, Universitatea din București, Facultatatea de Drept (9,93 / 10),
- Liceul de matematică-fizică "Gheorghe Lazăr", București, secția matematică-fizică

## Experiența profesională
- Profesor universitar al Facultății de Științe Politice, Universitatea din București, (2002-prezent)
- Avocat, Baroul București (1995-prezent)
- Conferențiar, Universitatea din București
- Lector, Universitatea din București
- Asistent, Universitatea București
- Judecător, Judecătoria sectorului 2, București
- Procuror stagiar, Procuratura locală Giurgiu (septembrie 1989-1990)[13]

## Experiența în organizații internaționale
- Arbitru și conciliator ICSID (2008-prezent)
- Membru în Comitetul Director al Comitetului Drepturilor Omului, ONU (2008-2013)
- Membru,  Comitetul pentru Drepturile Omului, ONU (2006-2013)
- Membru, Agenția Europeană a Drepturilor Omului (2007-2012)
- Membru al Sub-Comisiei privind promovarea și protecția drepturilor omului, ONU (2000-2007)
- Grupul de lucru pe Exterme sărăciei și Drepturile Omului, ONU (2003-2006)
- Membru, Forumul Social, ONU (2005)
- Raportor Special ONU privind Drepturile Omului și genetica (2004-2007)
- Raportor Special al ONU pentru drepturile omului Comisia pentru Republica Democrată Congo (2001-2004)
- Membru, Grupul de lucru pentru populațiile autohtone, Organizației Națiunilor Unite (2000-2004)
- Membru, Grupul de lucru pe Contemporana formelor de sclavie, Organizației Națiunilor Unite (1999-2000) (2003)
- Președinte, Grupul de lucru privind administrarea justiției, a Organizației  Națiunilor Unite, (2002-2006)
- Președinte al Sub-Comisiei privind promovarea și protecția drepturilor omului, Organizația Națiunile Unite (2000-2001)
- Membru supleant, Sub-Comisiei privind promovarea și protecția drepturilor omului (1996-2000)
- Membru al Comitetului consultativ privind Convenția-cadru pentru protecția minorităților naționale, Consiliul Europei (1998-2004) (2008-prezent)

## Profesor/cercetător invitat
- Masterat european în domeniul drepturilor omului, Veneția (2007), Curs "Drepturile omului și securitatea"
- Yale University, Facultatea de drept (2004 - 2007), Senior Schell Fellow
- Institutul European, Florența (2006), Academia europeană de drepturile omului, Profesor invitat special "Discriminarea în genetică"
- New York University, Facultatea de drept, Institutul de drept international și justiție  (2003-2004) 2003 - Fulbright - curs "International Law and Democracy" (co-titular), 2004 curs "Istoria și teoria dreptului internațional" (co-intervenient)
- Universitatea de St.-Thomas, Miami (2001, 2002, 2003), Master Titular curs "Drepturile Omului și Națiunile Unite"
- Universitatea Paris XI, (1996, 1997, 1998) - Tempus Fellow
- Universitatea din Michigan (1998) - Program USAID
- Universitatea Catolică din Milano (1997)- Tempus Fellow
- Institutul de Științe ale Omului, Viena (1999) - Andrew Mellon Fellow
- Université Libre de Bruxelles (1998) - Program AUPELF
- Academia diplomatică, București, director științific titular, curs "Teoria relațiilor internaționale" (2002-2003)
- Profesor invitat,  Academia Diplomatică (2007-2008), Curs "Drept internațional public"

## Asociații și organizații cu caracter profesional
- Membru, ales prin vot,  Institutul de Drept Internațional cu sediul la Geneva, 2021[14]
- Director (România) Master European a Drepturilor Omului și Democratizării, Centrul Interuniversitar European pentru Drepturile Omului și Democratizare, Veneția (2007-2013, 2014-prezent)
- Membru, Consiliul de Conducere al Societății Europene de Drept internațional (2004-2008)
- Membru, Consiliul științific, Revue Quebecoise de droit international
- Membru, Consiliul științific, Colegiul Europei, TMC Asser Institute de drept internațional, Olanda
- Membru, Consiliul Internațional de profesori și practicieni, Facultatea de Drept, Universitatea din Melbourne
- Membru, Consiliul Științific, Journal of International Relations and Development
- Membru, International Law Association-Grupul de Lucru pentru Biotehnologii și de drept internațional
- Co-Editor (Drept Internațional și Relații Internaționale), Polis, (1996-1999)
- Membru, Editorial Board, Anuarul de Iulia Drept Internațional și comparat, Europa de Est

## Experiența didactică
- 2007-2008 - Pluralismul juridic și dreptul internațional, Uniunea Europeană și guvernarea economică mondială
- Drept internațional public
- Drepturile omului
- Teoria dreptului
- Drept Constituțional European

## Experiența ONG (selecție)
- Membru în Board, Comisia Internațională a Juriștilor (International Commission of Jurists)
- Conferințe pentru Amnesty International, FIDH, ATD-Quart Monde, Asociația Națiunilor Unite, Comitetul Helsinki

## Publicații (selecție)
Cărți și studii în volume colective:
- The ECHR and General International Law, Oxford University Press, 2018 (co-editor Anne van Aaken)
- New Developments in Constitutional Law, Eleven International Publishing
- The impact of the European Court of Human Rights and the case-law of democratic change and development in Eastern Europe, editors Iulia Motoc and Ineta Ziemele, Cambridge University, 2016;
- Despre democrație în Europa Unită, Humanitas, 2012.
- Les Doctrines internationalistes durant les années du communisme réel en Europe, - co-editor împreună cu Emmanuelle Jouannet, Societé de legilslation comparée, 2012.
- Pladoyer pour les droits de l'homme, Centre des droits de l'homme et droit humanitaire Universite Pantheon II - Assas, Universite de Bucarest. 2008
- Manual de analiză a politicii externe -co-editor, Polirom, 2010
- The International law of genetic discrimination: the power of "never again",  in New Techonologies and Human Rights, Oxford University Press, Oxford, 2009
- Conceptions of pluralism and international law in E. Jouannet, H.R. Fabri V. Tomcievitz, Proceedings of the ESIL, Selected proceeding of the European Society of Internatonal law, A quoi ca sert le droit international, Hart, Oxford, 2008
- Les rapporteurs speciaux etatiques de l'ONU en E. Decaux Les Nations Unies et les droits de l'homme, Pedone, Paris , 2006 pp.  223–243
- The Responsability of State and the Individual: Controversial aspects of the right to democracy, in The Responsability of the State, Courses of the Academy of International law,  Thesaurus Acroasium, Sakkoulas, Thessaloniki, 2006
- Taking Democracy Seriously: The Normative Challenges to the International Legal System in S.Griller(eds), International Economic Governance and Non-Economic Concerns, Springer Vienna-New York, 2003 (co-author)
- Uniunea Europeană: Dreptul și politica lărgirii la Est Paideia, București, 2001
- Teoria relațiilor internaționale: sursele filosofiei legale și morale Paideia, București, 2001
- Governacao sem Governo: O Desafio Normativo do Direito Internacional (coauthor) in A.Stone Sweet et als. (ed.), Cidadania e Novos Poderes numa Sociedade Global, Calouste Gulbekian, Lisbon, 2000, pp. 19–39
- L'Europe Unie et l'Europe d'après le communisme: rationalité et éthique de l'élargissement, in E.Barnavi, Les frontières de l 'Europe, Ed. de Bloeck, Wesmael, Bruxelles, 2001
- Women and Legal Justice: the European Context in Women and the Administration of Justice, Tokyo, 2001
- Europe and its teleology. Is there a Central-Eastern Vison? in C. Jorges, Y. Meny, J.H.H.Weiler(eds), What Kind of Constitution for What Kind of Polity, Responses to J. Fischer, European Institute Florence, Harvard School of Law, 2000
- Les critères politiques dans le Parteneriat avec les Pays d'Europe Centrale et Orientale in M.F. Labouz (eds), Le Parteneriat de l'Union Européenne avec les Etats Tiers, Bruylant, Bruxelles, 2000
- La prévention et la répression du génocide et la conception sur la justice: le droit international entre lege ferenda et utopie in K.Bustany, D. Dormoy (eds), Génocide(s), Ed.Bruylant, Bruxelles, 1999
- Ne diritto ne potere, overe quando il semipresidenzialisme passa all`Est (co-author) in A. Giovannelli(ed), Il semipresidentialismo: dall`arcipelago europeo al dibattito italiano, Gianpichelli, Turin, 1999
- De ce intelectualul est- european îl preferă pe Hayek lui Aron? În R.Aron, Un spectator angajat (Le Spectateur engagé) (commented ed), Nemira, București, 1998
- Manifestul Partidului Comunist, Totalitarismul, Statul de drept posttotalitar, trei fețe ale refuzului modernității politice în Karl Marx, F. Engels, Manifestul Partidului Comunist  (ediție comentată), Nemira, București, 1998
- Karl Popper și răspunderea intelectualilor în postcomunism  în K. Popper, Lecția acestui secol (La lezzione di questo siecolo), (ediție comentată) Bucharest, Nemira, București, 1998
- Interpréter la guerre, les exceptions de l`article 2&4 de la Charte O.N.U devant le Conseil de securité, Babel, București, 1997
- Droit internațional public, précis (co-author), Editura Universității București, 1996

## Articole
- Drepturile omului și genetica, Noua revistă de drepturile omului, 4/2007; Human Genetics and Human Rights: a View of a Special Rapporteur, East-European and Russian Yearbook of International Law, 2007; European Tradition and European Society of International: some remarks about the totalitarian legacy, Baltic Yearbook of International Law, 2006; Știința politică și politica:Wertfreiheit și Genealogie, Polis, 4/1997; Disputa liberalilor: cîteva considerații asupra analizei filosofice a relațiilor internaționale, Polis, 3/1997; Politica externă a României față de NATO, Polis, 1/1997; Sofism și drept internațional, Polis, 2/1996; Le pouvoir interpretatif du Conseil de sécurité, Revue Roumaine de Sciences Juridiques, 1/1996; Ce pot liberalii?, Sfera Politicii, 45/1996; Raidurile în Irak și hegemonismul american , Sfera Politicii, 42/1996; Recomandarea 1201 și interpretările ei ( The 1201 Council of Europe Parliamentary Assembly recommendation on minorities issues and its interpretations), Sfera Politicii, 41/1996; NATO: alianță sau concert de națiuni? Sfera Politicii, 40/1996; Independența și imparțialitatea justiției în Convenția Europeană a Drepturilor Omului, Revista Română de Drepturile Omului, 10/1995; Crearea unui Tribunal International pentru fosta Iugoslavie, Revista română de drept umanitar, (Romanian Review of Humanitarian Law), 1/1995.

## Rapoarte și studii pentru ONU
- Working paper on non-state actors and human rights (co-author), 2005;Working paper on free prior and informed consent of indigenous people- with Tentebba Foundation, 2004, 2005; Working papers and reports on extreme poverty (with the Working Group on Extreme Poverty), 2003, 2004, 2005; Working papers and reports on Human Rights and Human Genome, 2002, 2003, 2004, 2005; Reports on the situations of human rights in the Democratic Republic of Congo, 2002, 2003, 2004; Working paper on standards settings and indigenous people, 2003.

## Cercetări științifice prezentate la congrese și conferințe
- Noile tehnologii și drepturile omului, Conferința diplomatică, EIUC, Veneția, iulie 2009; Europa de Est și Uniunea Europeană: istoria unei neînțelegeri? NEC, "Statul de drept în transformare", mai 2008; Dreptul european, dreptul internațional, Societatea europeană, Societatea Americană de drept internațional, Ledearship meeting, Washington DC, ianuarie 2008; Copii cu handicap: o abordare a drepturile omului, ONU, 2008; Drepturile femeilor de la universal la regional, în onoarea judecătorului Bagwati, 2007; Cinema  și drepturile omului: concluzii finale, Universitatea Columbia, New York, 2007; Instituțiile naționale de drept în Europa, OHCHR, noiembrie 2007, Geneva; Dreptul internațional și biotehnologia: problema discriminării, Berna, 2007, International law Association, Institutul Organizației Mondiale a Comerțului, Berna; Business și drepturile omului în Europa, New York, 2007;Genetica și drepturile omului, New York, 2007; Minorități și drepturile omului: cazul european, New York, ONU, 2007; Principiile legate de extrema sărăcie, New York ONU, 2007; Genetica și dreptul internațional, Bar Association, International law Section, Conneticut, 2007; Vespasian Pella și crearea dreptul penal internațional, Universitatea Humboldt Berlin și Universitatea din Tartu, Tartu, 2006 Pluralismul în dreptul internațional, ESIL, Paris I Sorbona, 2006; Discriminarea în genetică, Academia de drept european, Institutul European, Florența, 2006; Sărăcia și drepturile omului, cazul european, Rio de Janeiro, 2005; Violența împotriva femeilor, de la universal și regional, Tokyo, UN University, 2005; Administrarea justiției și drepturile omului, India, 2004; Abordarea europeană a dreptului internațional, key-note speaker, Institutul European Florența, 2004; Dreptul internațional și teoria politică; ieșirea din panopticum, New York University, 2003; Femeile și administrarea justiției, Penang, Malayesia, 2003; Rasismul în Europa, Ghent University, 2001; Drepturile femeilor în Europa de Est, Parlamentul European, 2000; Europa Unită și Europa de după comunism, Musee de l'Europe, ULB, Belgia, 2000; Democrația și legitimitatea în UE, Yalta 2000; Criteriile politice în aderarea Statelor din Europa de Est la UE, Paris, Versailles, 1999; Moralitatea în relațiile internaționale, IWM, Viena, 1999; Genocidul în dreptul internațional, Paris XI, 1998; Dreptul European și regimul constituțional românesc, București, 1997; Minoritățile în Europa, București, 1994

## Viața personală
Iulia Motoc s-a născut la 20 august 1967 în Timișoara. Este căsătorită cu Mihnea Motoc, cu care are un fiu.